# Зак Уайлд
Зак Уайлд (на английски: Zakk Wylde) е американски рокмузикант – китарист, роден през 1967 година.
Името му излиза на преден план в края на 1980-те, когато само на 20-годишна възраст става основен китарист в групата на Ози Озбърн с когото работи до 2007 година. През 1990-те и 2000-те години, Уайлд е сред водещите китаристи на поколението последвало ерата на легендите Ричи Блекмор, Джими Пейдж и Тони Айоми. През 1998 година, той основава групата Блек Лейбъл Сосайъти, с която концертира и издава студийни албуми, успоредно с работата му с Озбърн и след раздялата с него.

## Биография

### Ранни години
Зак Уайлд е роден като Джефри Филип Уиланд на 14 януари 1967 година в градчето Байон, щат Ню Джърси. Той има сестра на име Ейми. Израства в Джаксън, Ню Джърси, където посещава гимназията „Jackson Memorial High School“. Семейството и приятелите му го наричат „Флип“ – прякор даден от дядо му, съкратено от Филип. Започва с уроците по китара още на 8 – 9 годишна възраст но малко след това се отказва поради липса на интерес. На 14-годишна възраст възобновява обучението си по китара при Лерой Райт – син на треньора по футбол в училището. По-късно продължава изучаването на класическа китара при музикант от Фрийхолд, Ню Джърси и при друг такъв в Манхатън. Зак формира първата си група, наречена „Стоун Хендж“, с която свири по забави, вечеринки и празненства, кавъри на Ози Озбърн, като „Bark at the Moon“ и други песни на Блек Сабат и Ръш. Някъде по това време, започва да излиза със съученичката си Барбърийн Катерина, която впоследствие ще стане негова съпруга.

## Зак Уайлд в България
На 23 юни 2005 година, Зак Уайлд заедно с групата си Блек Лейбъл Сосайъти посещават България, като подгряваща група за концерта на Блек Сабат. Събитието се провежда на стадион Локомотив в София, в рамките на фестивала „Арена Музика 2005“.

## Дискография

### С Ози Озбърн
- No Rest For The Wicked (1988)
- Just Say Ozzy (1990)
- No More Tears (1991)
- Live and Loud (1993)
- Ozzmosis (1995)
- Down to Earth (2001)
- Live At Budokan (2002)
- Black Rain (2007)

### С Блек Лейбъл Сосайъти
- 1999: Sonic Brew
- 2000: Stronger Than Death
- 2002: 1919 Eternal
- 2003: The Blessed Hellride
- 2004: Hangover Music Vol. VI
- 2005: Mafia
- 2006: Shot to Hell
- 2009: Skullage
- 2010: Order Of The Black

### С Дерек Шериниън
- Inertia (2001) – песни: Frankenstein & Evel Kneivel & What A Shame
- Black Utopia (2003) – песни: Nightmare Cinema & Axis Of Evil & Black Utopia
- Mythology (2004) – песни: Day Of The Dead & God Of War & The River Song
- Blood of the Snake (2006) – песни: Man With No Name & Blood Of The Snake & The Monsoon
- Molecular Heinosity (2009) – песни: Molecular Heinosity & So Far Gone & Wings of Insanity

### Със Зак Сабат
- 2016: Diamond Ballroom – на живо
- 2020:  Vertigo

### Други
- 1994: Pride & Glory
- 1996: Book of Shadows